# Transmissão Ford IB
A série IB de transmissões manuais é uma série de de manual transaxles produzida pela Ford na Europa para seus carros FWD. A versão original (IB4) foi uma caixa de 4 velocidades totalmente sincronizada. Introduzida em 1976 para a primeira geração do Ford Fiesta. Seguido do lançamento da terceira geração do Ford Escort, uma caixa de 5 velocidades (IB5) foi introduzida em 1982. A última versão é a IB5+, produzida somente no Brasil, ela comporta motores grandes como os 2.0 litros. A maior mudança nessa transmissão durante toda a sua produção foi no lançamento do Ford Focus em 1998. Quando o sistema de mudança de marchas foi mudado para operação a cabo, e foi adotado o sistema de embreagem hidráulica. Novas versões dessa caixa tem um ponto fraco, o rolamento do diferencial, que tem a tendência de quebrar acima das 80.000 milhas (128.700 km).

## Aplicações
- Ford Fiesta (1976 - hoje)
- Ford Tempo (1984-1985)
- Mercury Topaz (1984-1985)
- Ford Escort (1980 - 2002)
- Mercury Tracer (1991-1999)
- Ford Orion (1983 - 1993)
- Ford Ka (1996 - hoje)
- Ford Focus: 1.4L, 1.6L & 1.8L (1998 - hoje)
- Ford EcoSport: (2003 - hoje)